# Emil Højlund
Emil Højlund (født 4. januar 2005) er en dansk fodboldspiller, der spiller som angriber for den tyske 2. Bundesliga-klub Schalke 04, hvortil han kom fra den danske superligaklub F.C. København. Emil Højlund har tillige spillet en række kampe på de danske ungdomslandshold. Han er søn af Anders Højlund og lillebror til fodboldspilleren Rasmus Højlund og tvillingebror til Oscar Højlund.

## Klubkarriere
Højlund spillede som ungdomsspiller i Hørsholm-Usserød Idrætsklub og skiftede til FCK's akademi i 2014. Den 1. juli 2021 blev Emil Højlund en del af FCK’s U/19-hold. Han deltog i 2022 i UEFA Youth League. Ved udgangen af 2022 forlængede Emil Højlund sammen med tvillingebroren Oscar kontrakten med FCK til udløb i slutningen af 2024.
Han debuterede for FCK’s førstehold den 10. marts 2022 mod PSV Eindhoven i UEFA Conference League-turneringen og spillede også i returkampen. 
Han fik superligadebut for FCK den 22. juli 2023 mod Lyngby BK. I samme kamp fik Emils tvillingebror Oscar debut for FCK, og de to tvillingebrødre var således de første brødre samtidig på banen i FCK siden brødrene Michael og Martin Johansen den 21 april 1996 begge spillede superligakamp mod Herfølge BK. Brødrene Emil, Oscar og Rasmus Højlund er tillige de eneste tre brødre, der har spillet for FCK's førstehold.
Emil Højlund blev den 1. september 2023 officielt rykket op i førsteholdstruppen. I sommerpausen 2024 blev Højlund solgt til Schalke 04.

## Landsholdskarriere
Emil Højlund har spillet på de danske ungdomslandshold og deltog med U/17-holdet ved EM-slutrunden i maj 2022.